# Hanweiler (Winnenden)
Hanweiler ist ein Ortsteil der Stadt Winnenden im Rems-Murr-Kreis in Baden-Württemberg.

## Lage und Verkehrsanbindung
Hanweiler liegt südwestlich der Kernstadt Winnenden an der Kreisstraße K 1853. Am östlichen Ortsrand fließt der Zipfelbach. Westlich verläuft die B 14.

## Politik

### Schultheißen

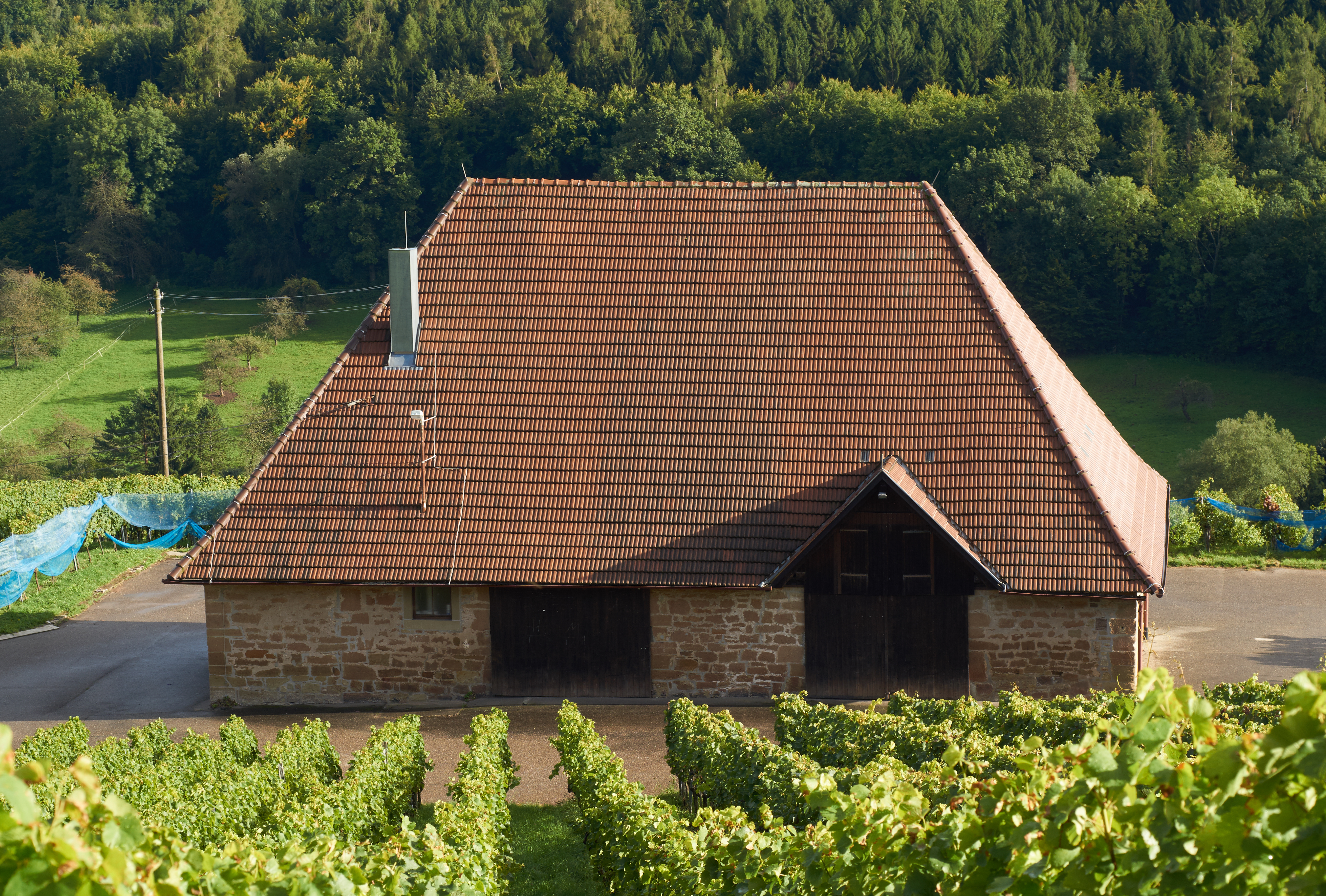
Kelter (Trombach 1)

- 1809: Johann Georg Schäfer[1]

## Sehenswürdigkeiten
In der Liste der Kulturdenkmale in Winnenden ist für Hanweiler die Kelter als einziges Kulturdenkmal aufgeführt. Sie liegt 
nordwestlich außerhalb des Ortes in erhöhter Lage inmitten der Weinberge (bezeichnet 1562 und 1738).